# Operazione Keelhaul
L'operazione Keelhaul (in italiano "giro di chiglia", una punizione corporale spesso mortale dell'epoca della marina a vela) fu compiuta dalle forze britanniche e statunitensi per rimpatriare prigionieri di guerra russi dall'Italia settentrionale dopo la fine della seconda guerra mondiale, tra il 14 agosto 1946 e il 9 maggio 1947.
Specie dopo una serie di pubblicazioni degli anni settanta, quali il libro eponimo di Julius J. Epstein, The Last Secret di Nicholas William Bethell e The Secret Betrayal di Nikolai Tolstoy, il termine è andato a comprendere una serie di operazioni compiute dagli alleati per il rimpatrio forzato di prigionieri di guerra e rifugiati, in special modo di nazionalità russa e jugoslava, iniziate già nell'ottobre 1944, prima della fine del conflitto. Oltre a soldati dell'Armata Rossa detenuti in campi di prigionia dell'Asse, ne furono oggetto nazifascisti e collaborazionisti di etnia slava che si erano arresi agli angloamericani, ma anche civili anticomunisti e rifugiati.
Le operazioni di selezione e rimpatrio si svolsero in un clima di terrore tra i prigionieri, che si aspettavano il peggio malgrado le rassicurazioni degli alleati, e vi furono numerosi episodi di suicidi o automutilazioni. Il loro destino fu in effetti spesso tragico, consistendo in eccidi di massa o lunghe detenzioni in campi di lavoro. La denominazione stessa suggerisce d'altro canto che i vertici militari e politici alleati non nutrissero molti dubbi sul destino riservato ai rimpatriati.
Non è chiaro il numero di persone coinvolte in operazioni cui non venne data pubblicità e i cui dettagli vennero anzi mantenuti segreti dagli Alleati, ma lo si stima in almeno due milioni.

## Accordi tra sovietici e alleati
Alla conferenza di Jalta del febbraio 1945 venne ratificato un accordo sulla restituzione dei prigionieri di guerra. Secondo richieste già espresse da Iosif Stalin alla quarta conferenza di Mosca dell'ottobre 1944, il 31 marzo 1945 venne però formulato un codicillo segreto che stabiliva la consegna di tutti i cittadini sovietici che si fossero trovati nelle zone alleate al termine del conflitto, aldilà della volontà da essi espressa. Autori come Nikolai Tolstoy attribuiscono al ministro degli esteri britannico Anthony Eden la responsabilità principale nell'aver accettato in toto le richieste sovietiche.
In cambio il governo sovietico avrebbe restituito diverse decine di migliaia di prigionieri di guerra alleati trovati in campi di prigionia nelle zone da esso liberate. Stalin ritardò la consegna di alcune migliaia di essi per assicurarsi che gli angloamericani soddisfacessero completamente le sue richieste.
Già i prigionieri arresisi alle forze dell'Asse avevano buone ragioni per temere gravi conseguenze dal rimpatrio, visto che secondo direttive quali il famigerato ordine numero 227 la resa non era considerata un'opzione possibile per il soldato sovietico. Ad esempio nell'agosto 1941 Stalin aveva dichiarato traditori tutti gli ufficiali arresisi alle forze dell'Asse e fatto arrestare le loro famiglie.
L'accordo tuttavia riguardava diverse altre centinaia di migliaia di individui:
- prigionieri che avevano accettato di combattere per la Wehrmacht, per convinzione o per evitare la morte per fame, e volontari di formazioni come la Russkaja osvoboditel'naja armija di Vlasov (in Normandia nel 1944 il venti per cento dei combattenti nazisti era russo[7]), arresisi agli Alleati;
- cosacchi, come Pëtr Nikolaevič Krasnov, ed altri collaborazionisti;
- russi bianchi che non erano mai nemmeno stati cittadini sovietici, come il generale Andrej Škuro;
- anticomunisti o civili al seguito;
- semplici rifugiati.

Questo malgrado il fatto che dopo Jalta il Ministero degli Esteri inglese avesse dichiarato che solo chi fosse stato cittadino sovietico prima del 1º settembre 1939 doveva essere costretto a tornare in URSS.

## L'operazione Keelhaul
La vera e propria "Operazione Keelhaul" coinvolse la selezione e il rimpatrio forzato di circa un migliaio di russi dai campi di Bagnoli, Aversa, Pisa e Riccione. Prigionieri di guerra di nazionalità russa che avevano servito nell'esercito tedesco vennero selezionati a partire dal 14 agosto 1946, in base ai criteri di rimpatrio più restrittivi in vigore dal dicembre 1945. Il trasferimento in mano sovietica aveva il nome in codice East Wind ed ebbe luogo a Sankt Valentin, al confine tra le zone alleata e sovietica dell'Austria occupata, l'8 e 9 maggio 1947.
Tale operazione fu solo l'ultima di una serie di rimpatri forzati avvenuti nei mesi successivi al termine del conflitto e fu condotta in parallelo all'operazione Highland Fling, che permise la fuoriuscita di disertori sovietici in occidente. Del resto all'epoca l'orientamento del governo britannico verso l'ex-alleato sovietico era ormai cambiato e i servizi segreti britannici sottrassero al rimpatrio un certo numero di anticomunisti con l'intenzione di utilizzarli per operazioni di intelligence, per ordine di Churchill. Ad avvantaggiarsi delle nuove posizioni governative e dell'inizio della guerra fredda furono ad esempio migliaia di ucraini della 14ª divisione SS, che non vennero riconsegnati ai sovietici sostenendo che non si trovavano all'interno dei confini dell'URSS allo scoppio del conflitto nel 1939.
Del resto già verso la fine dell'estate 1945 la riluttanza dei comandanti alleati ad eseguire forzosamente i rimpatri era aumentata. Il generale Alexander si rifiutò di costringervi i polacchi che avevano combattuto sotto il suo comando in Italia. Agli inizi di settembre Eisenhower, inizialmente tra i fautori dei rimpatri anche per le difficoltà oggettive di provvedere al sostentamento delle centinaia di migliaia di profughi ammassati in Germania, di fronte ad avvenimenti come quelli del campo di Kempten cambiò idea. Proibì l'uso della forza nella zona di occupazione americana della Germania e chiese allo Joint Chiefs of Staff di riconsiderare la questione e fornire istruzioni. Poco dopo Montgomery fece lo stesso nella zona di occupazione britannica.
Il 21 dicembre lo SWNCC (State-War-Navy Coordinating Committee) con la "direttiva NcNarney-Clark" proibì i rimpatri forzati di coloro che non erano stati identificati chiaramente come collaborazionisti o soldati dell'Armata Rossa dal 22 giugno 1941 e da allora non congedati.

## Jugoslavia
Oltre a russi, furono rimpatriati decine di migliaia di jugoslavi in fuga dall'avanzata titina: cetnici serbi (oppositori sia dei tedeschi che dei titini, in quanto fedeli a re Pietro II di Jugoslavia), domobranci sloveni, domobrani e ustascia croati, con migliaia di civili al seguito.
Molti vennero bloccati sul confine e riconsegnati direttamente all'esercito di liberazione jugoslavo, come ad esempio nelle zone confinarie della Carinzia, negli avvenimenti del maggio 1945 noti come massacro di Bleiburg. Altre decine di migliaia furono condotti all'interno dell'odierna Slovenia con marce della morte che si conclusero in campi di prigionia o esecuzioni di massa, come a Tezno, Kočevje e Hrastnik.
Migliaia di civili continuarono però ad essere ospitati in Austria, in campi come quello di Viktring, nei pressi di Klagenfurt, e riuscirono successivamente ad espatriare.